# Lavrova, buhta
Lavrova, buhta är en vik i Antarktis. Den ligger i Östantarktis. Australien gör anspråk på området.